# Katsuhiko Takahashi
 (juillet 2025).
Si vous disposez d'ouvrages ou d'articles de référence ou si vous connaissez des sites web de qualité traitant du thème abordé ici, merci de compléter l'article en donnant les références utiles à sa vérifiabilité et en les liant à la section « Notes et références ».
Katsuhiko Takahashi (高橋 克彦, Takahashi Katsuhiko), né le 6 août 1947 à Kama’ishi dans la préfecture d’Iwate, est un écrivain japonais. 

## Biographie
Après des études à l’université Waseda il est devenu chercheur dans le domaine de l’ukiyoe et enseignant à l’université, avant de se consacrer entièrement à la littérature.
Sharaku : une affaire de meurtres est sa première œuvre de fiction, (publiée en 1983 aux éditions Kôdansha, couronnée par le  prix Edogawa Ranpo la même année.
Il reçoit ensuite les prix suivants :
- 1986 : prix Yoshikawa Eiji pour les nouveaux écrivains, pour Soumon dani (la vallée de Sômon)
- 1992 : prix Naoki, pour Akai kioku (Mémoires écarlates)
- 2000 : prix Yoshikawa Eiji de littérature, pour Ka en (haine brûlante)

Il ne cesse depuis de publier des romans et des séries historiques, fantastiques, policiers, d’horreur, de science-fiction, des ouvrages de recherche et de vulgarisation, des essais, des scénarios de manga… plus de 100 œuvres  à ce jour[réf. nécessaire]. Il a reçu de nombreux prix littéraires, plusieurs de ses œuvres ont été adaptées à l’écran et ses livres rencontrent un large public au Japon.
La plupart de ses livres ont pour cadre principal le Tôhoku (nord-est du Japon) où il habite, région aujourd’hui durement touchée par le tsunami du 11 mars 2011.